# Эмили Жоли
«Эмили Жоли» (фр. Émilie Jolie) — французский детский мюзикл, написанный в 1979 Филиппом Шателем и изначально существовавший как сборник песен. Первый сборник вышел в 1980 году. В его записи участвовали звёзды французской эстрады того времени, такие как, например, Жорж Брассенс и Франсуаза Арди. В 1997 году вышла обновленная версия с новым составом исполнителей. Помимо многочисленных постановок, в 2011 году был выпущен одноимённый анимационный фильм.

## История создания
Первоначально Филипп Шатель написал две песни для своей трёхлетней дочери Эмили: «Chanson de la compagnie des lapins bleus» и «Chanson du hérisson». Затем были написаны и организованы в единую сюжетную линию остальные песни.

## Сюжет
Девочка Эмили попадает в мир персонажей книги, которую читает. Последние просят её помочь справиться со злой колдуньей.

## Список песен
Количество песен в оригинальной версии мюзикла отличается от последующих обработок.
1. Prologue
2. Chanson de la petite fille dans la chambre vide
3. Chanson de la Compagnie des lapins bleus
4. Chanson d’Émilie Jolie et du grand oiseau
5. Chanson de l’autruche
6. Chanson de la sorcière
7. Chanson des baleines de parapluie
8. Reprise de la chanson de la Compagnie des lapins bleus
9. Chanson du hérisson
10. Chanson de l’extra-terrestre
11. Chanson du petit caillou
12. Chanson du coq et de l’âne
13. Chanson du loup
14. Chanson du raton-laveur-rêveur
15. Chanson du début de la fin
16. Chanson du prince charmant débutant
17. Chanson finale
18. Rire d’Émilie